# Laurino (cognome)
Laurino è un cognome di lingua italiana.

## Varianti
Il cognome non presenta varianti.

## Origine e diffusione
Il cognome è tipicamente calabrese, siciliano, campano e lucano.
Potrebbe derivare dal toponimo Laurino; alternativamente potrebbe derivare dal prenome Lorenzo e costituire una variante del cognome Lorenzi.